# Basílica de Santo Domingo (La Valeta)
La Basílica de Santo Domingo (en maltés: Il-Bażilika ta' San Duminku) o también conocida como la Basílica de Nuestra Señora de Puerto Seguro y Santo Domingo es una de las tres iglesias parroquiales de La Valeta, la capital Malta, perteneciente a la arquidiócesis de Malta. Es administrada por la Orden de los Dominicos cuyo convento se encuentra detrás de la iglesia.
Los terrenos sobre los que se construyen la iglesia y el convento fueron entregados a la orden por el gran maestre Pierre de Monte. Girolamo Cassar fue el encargado de redactar los planos. La primera piedra se colocó el 19 de abril de 1571. La parroquia fue establecida el 2 de julio de 1571 por un decreto dado por el papa Pío V, considerado como el benefactor de la construcción de La Valeta. Fue dedicada a Nuestra Señora del Refugio Seguro debido a la gran cantidad de marineros que acudían a la pequeña capilla que los dominicos habían construido antes de la construcción de la gran iglesia para agradecer a la Madre de Dios por su regreso a salvo a puerto después de largos y peligrosos viajes por mar. También se declaró que la parroquia de Santo Domingo sería la iglesia parroquial principal de la ciudad.

## La nueva iglesia
La iglesia fue cerrada y declarada insegura el 24 de julio de 1780 como consecuencia de terremotos y fuertes tormentas. Se construyó una nueva iglesia en el mismo sitio de la iglesia original unos 25 años después de su cierre. La iglesia fue inaugurada y bendecida el 15 de mayo de 1815. La iglesia fue elevada a la dignidad de basílica menor el 25 de marzo de 1816. La iglesia fue finalmente consagrada el 15 de octubre de 1889 por el arzobispo Pietro Pace.